# Miran Hrovatin

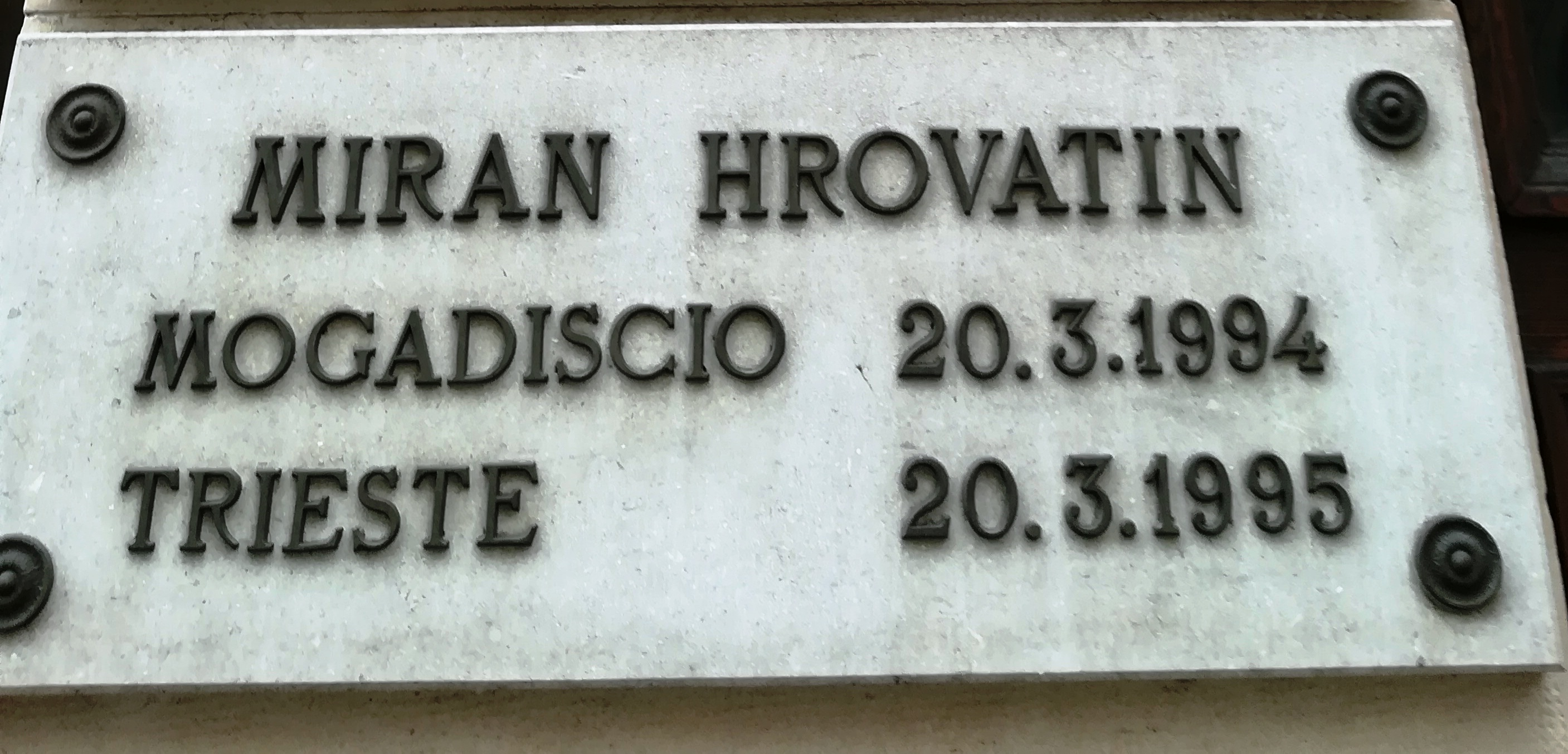
Targa commemorativa a Trieste

Miran Hrovatin (Trieste, 11 settembre 1949 – Mogadiscio, 20 marzo 1994) è stato un fotografo e operatore di ripresa italiano, assassinato insieme alla giornalista Ilaria Alpi in un attentato preparato a Mogadiscio, in Somalia.

## Biografia
Hrovatin faceva parte della comunità di lingua slovena. Lavorò per l'agenzia Videoest di Trieste, per poi essere assunto alla Rai. Fu ucciso mentre si trovava a Mogadiscio come cineoperatore del TG3 insieme all'inviata Ilaria Alpi per seguire la missione UNOSOM II dell'Esercito italiano nella guerra civile somala e per un'indagine sul traffico di armi e rifiuti tossici illegali (fra i quali l'uranio) in Somalia, nella quale Alpi e Hrovatin scoprirono che erano coinvolti l'Esercito stesso, insieme ai servizi segreti italiani ed altre istituzioni italiane. È sepolto nel cimitero di Barcola, un quartiere di Trieste.

## Riconoscimenti

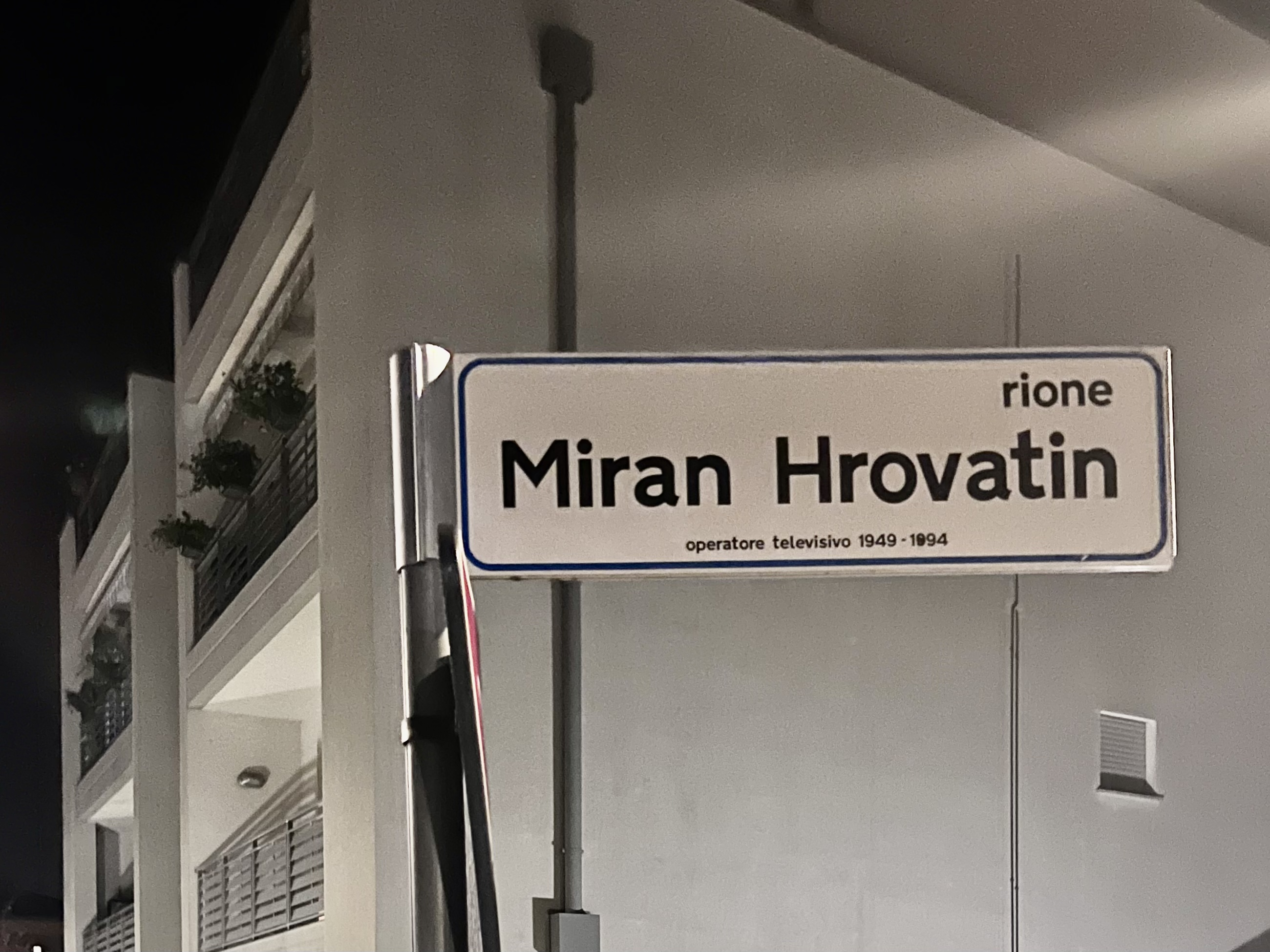
Rione Miran Hrovatin, Reggio Emilia

- Il film Ilaria Alpi - Il più crudele dei giorni di Ferdinando Vicentini Orgnani ripercorre questa tragedia.
- A metà degli anni 2000 la città di Reggio Emilia gli ha dedicato un rione di nuova edificazione nella zona di Buco del Signore, proprio a fianco di un'area di circolazione intitolata a Ilaria Alpi.
- Nel 2007 debutta il monologo di teatro civile La vacanza sul caso Alpi-Hrovatin, scritto e interpretato da Marina Senesi con la collaborazione di Sabrina Giannini, giornalista di Report.
- Nel maggio 2009 Daniele Biacchessi scrive la storia di Miran Hrovatin nel suo libro Passione reporter.
- Il personaggio di Miran Hrovatin è co-protagonista nel film d'animazione Somalia94 - Il caso Ilaria Alpi di Marco Giolo, distribuito il 29 marzo 2017 da Dynit.